# تحویل میلو
تحویل میلو (به انگلیسی: Delivering Milo) فیلمی محصول سال ۲۰۰۱ و به کارگردانی دیوید وینکلر است. در این فیلم بازیگرانی همچون آنتون یلچین، آلبرت فینی، بریجیت فوندا، کمبل اسکات، داگلاس اسپین و جان چو ایفای نقش کرده‌اند.